# Liste von Regulierungsbehörden
Die Liste von Regulierungsbehörden führt staatliche Regulierungsbehörden in folgenden monopolgeneigten Bereichen auf:
- Energie: Erzeugung, Durchleitung und Vertrieb von Strom und Gas.
- Telekommunikation und Post, einschließlich Frequenzen für Mobil- und Rundfunk.
- Eisenbahn und Verkehr.

## Europa
| Staat               | Strom und Gas | Telekommunikation und Post                                                                 | Eisenbahn und Verkehr                                                                                 |
| ------------------- | --- | ------------------------------------------------------------------------------------------ | --- |
| Europäische Union   | EU-Kommission für Energie (DG Energy) Agentur für die Zusammenarbeit der Energieregulierungsbehörden (ACER) European Regulators' Group for Electricity and Gas (ERGEG) | Conférence Européenne des Administrations des Postes et des Télécommunications (CEPT)      | IRG-Rail                                                                                              |
| Albanien            | | Electronic and Postal Communications Authority                                             | |
| Andorra             | | Servei de Telecomunicacions d'Andorra                                                      | |
| Aserbaidschan       | | Azərbaycan Respublikası Nəqliyyat, Rabitə və Yüksək Texnologiyalar Nazirliyi               | |
| Belgien             | Regulierungskommission für Strom und Gas (CREG) | Belgisches Institut für Postdienste und Telekommunikation (BIPT)                           | Dienst für die Regulierung des Eisenbahnverkehrs                                                      |
| Bosnien-Herzegowina | | Ministarstvo komunikacija i prometa Bosne i Hercegovine                                    | |
| Bulgarien           | | Министерство на транспорта, информационните технологии и съобщенията на Република България | |
| Dänemark            | Energitilsynet (DERA), Energiklagenævnet | It- og Telestyrelsen (NITA)                                                                | Jernbanenævnet                                                                                        |
| Deutschland         | Bundesnetzagentur Landesregulierungsbehörden | Bundesnetzagentur (ehemals RegTP)                                                          | Bundesnetzagentur (für Eisenbahninfrastruktur)                                                        |
| Estland             | Konkurentsiamet (estnische Wettbewerbsbehörde, Abteilung Energiemarkt)                                                                                                 | Konkurentsiamet (estnische Wettbewerbsbehörde, Abteilung Telekommunikation)                | Konkurentsiamet (estnische Wettbewerbsbehörde, Abteilung Eisenbahn)                                   |
| Finnland            | Energiamarkkinavirasto (EMV) | Viestintävirasto (FICORA)                                                                  | Rautatievirasto                                                                                       |
| Frankreich          | Commission de régulation de l'énergie (CRE) | Autorité de régulation des communications électroniques et des postes (ARCEP)              | Autorité de régulation des transports (ART)                                                           |
| Griechenland        | | Hellenic Telecommunications & Post Commission (EETT)                                       | |
| Großbritannien      | Office of Gas and Electricity Markets (Ofgem) | Office of Communications (Ofcom)                                                           | Office of Rail and Road (ORR)                                                                         |
| Italien             | Autorità per l'energia elettrica e il gas (AEEG) | Autorità per le Garanzie nelle Comunicazioni (AGCOM)                                       | Ufficio per la regolazione dei servizi ferroviari                                                     |
| Irland              | |                                                                                            | Commission for Railway Regulation                                                                     |
| Kosovo              | | Regulatory Authority of Electronic and Postal Communications (RAEPC)                       | |
| Kroatien            | | Hrvatska regulatorna agencija za mrežne djelatnosti (HAKOM)                                | Hrvatska regulatorna agencija za mrežne djelatnosti (HAKOM)                                           |
| Lettland            | | Elektronisko sakaru direkcija (ESD)                                                        | |
| Litauen             | |                                                                                            | |
| Luxemburg           | | Institut luxembourgeois de Régulation                                                      | Institut luxembourgeois de Régulation                                                                 |
| Niederlande         | Autoriteit Consument en Markt | Autoriteit Consument en Markt                                                              | Autoriteit Consument en Markt                                                                         |
| Norwegen            | |                                                                                            | Statens jernbanetilsyn                                                                                |
| Österreich          | E-Control | Rundfunk und Telekom Regulierung (RTR)                                                     | Schienen-Control                                                                                      |
| Polen               | Urząd Regulacji Energetyki (URE) | Urząd Komunikacji Elektronicznej (UKE)                                                     | Urząd Transportu Kolejowego (UTK)                                                                     |
| Portugal            | Entidade Reguladora dos Serviços Energéticos (ERSE) | Autoridade Nacional de Comunicações (ANACOM)                                               | Unidade de Regulação Ferroviária (URF)                                                                |
| Rumänien            | |                                                                                            | Consiliul de supraveghere din domeniul feroviar                                                       |
| Schweiz             | Eidgenössische Elektrizitätskommission (ElCom) | Bundesamt für Kommunikation (BAKOM) Eidgenössische Postkommission PostCom                  | Kommission für den Eisenbahnverkehr RailCom                                                           |
| Spanien             | Comisión Nacional de los Mercados y la Competencia (CNMC) | Comisión Nacional de los Mercados y la Competencia                                         | Comisión Nacional de los Mercados y la Competencia                                                    |
| Slowakei            | | Telecommunications Regulatory Authority of the Slovak Republic (TUSR)                      | Dopravný úrad                                                                                         |
| Tschechien          | | Český telekomunikační úřad (CTÚ)                                                           | Úřad pro přístup k dopravní infrastruktuře                                                            |
| Türkei              | Enerji Piyasası Düzenleme Kurumu (EPDK)/(EMRA) | Radyo ve Televizyon Üst Kurulu (RTÜK) / Bilgi Teknolojileri ve İletişim Kurumu (BTK)       | Türkiye Cumhuriyeti Ulaştırma ve Altyapı Bakanlığı (UAB) / Demiryolu Düzenleme Genel Müdürlüğü (DDGM) |
| Ungarn              | | Nemzeti Média- és Hírközlési Hatóság (NMHH)                                                | |
| Belarus             | | Міністэрства сувязі і інфарматызацыі Рэспублікі Беларусь                                   | |

## Asien
| Staat                        | Strom und Gas | Telekommunikation und Post                                    | Eisenbahn und Verkehr |
| ---------------------------- | ------------- | ------------------------------------------------------------- | --------------------- |
| Indonesien                   |               | Badan Regulasi Telekomunikasi Indonesia (BRTI)                |                       |
| Pakistan                     |               | Pakistan Telecommunication Authority (PTA)                    |                       |
| Philippinen                  |               | National Telecommunications Commission (NTC)                  |                       |
| Saudi-Arabien                |               | Communications and Information Technology Commission (CITC)   |                       |
| Sri Lanka                    |               | Telecommunications Regulatory Commission of Sri Lanka (TRCSL) |                       |
| Vereinigte Arabische Emirate |               | Telecommunications Regulatory Authority (TRA)                 |                       |

## Afrika
| Staat      | Strom und Gas | Telekommunikation und Post                                                     | Eisenbahn und Verkehr |
| ---------- | ------------- | ------------------------------------------------------------------------------ | --------------------- |
| Äthiopien  |               | Ethiopian Telecommunication Agency (ETA)                                       |                       |
| Algerien   |               | Autorité de Régulation de la Poste et des Communications Électroniques (ARPCE) |                       |
| Kap Verde  |               | National Communications Agency (ANAC)                                          |                       |
| Lesotho    |               | Lesotho Communications Authority (LCA)                                         |                       |
| Madagaskar |               | Office Malagasy d'etudes et de Regulation des Telecommunications (OMERT)       |                       |
| Malawi     |               | Malawi Communications Regulatory Authority (MACRA)                             |                       |
| Namibia    |               | Communications Regulatory Authority of Namibia (CRAN)                          |                       |
| Senegal    |               | Autorité de Régulation des Télécommunications et des Postes (ARTP)             |                       |
| Südafrika  |               | Independent Communications Authority of South Africa (ICASA)                   |                       |
| Tunesien   |               | Instance Nationale des Télécommunications de Tunisie (INTT)                    |                       |
| Uganda     |               | Uganda Communications Commission (UCC)                                         |                       |

## Australien
| Staat      | Strom und Gas | Telekommunikation und Post                           | Eisenbahn und Verkehr |
| ---------- | ------------- | ---------------------------------------------------- | --------------------- |
| Australien |               | Australian Communications and Media Authority (ACMA) |                       |

## Amerika
| Staat       | Strom und Gas                                     | Telekommunikation und Post                                          | Eisenbahn und Verkehr              |
| ----------- | ------------------------------------------------- | ------------------------------------------------------------------- | ---------------------------------- |
| Argentinien | Ente Nacional Regulador de la Electricidad (ENRE) | Secretaría de Comunicaciones (SECOM)                                |                                    |
| Costa Rica  |                                                   | Superintendencia de Telecomunicaciones (SUTEL)                      |                                    |
| Ecuador     |                                                   | Agencia de Control y Regulación de las Telecomunicaciones (ARCOTEL) |                                    |
| Kanada      |                                                   | Canadian Radio-television and Telecommunications Commission (CRTC)  |                                    |
| Mexiko      | Comisión Reguladora de Energía (CRE)              | Comisión Federal de Telecomunicaciones (COFETEL)                    |                                    |
| Nicaragua   |                                                   | Instituto Nicaragüense de Telecomunicaciones y Correos (TELCOR)     |                                    |
| USA         | Federal Energy Regulatory Commission (FERC)       | Postal Regulatory Commission (PRC)                                  | Surface Transportation Board (STB) |